# Zheng Wushuang
Zheng Wushuang (chinesisch 郑妩双, Pinyin Zhèng Wǔshuāng; * 29. November 1998 in Yangzhou) ist eine chinesische Tennisspielerin.

## Karriere
Zheng spielt überwiegend Turniere auf der ITF Women’s World Tennis Tour, bei der sie bislang fünf Einzel- und 16 Doppeltitel gewonnen hat.
2013 trat sie als 14-Jährige international das erste Mal in Erscheinung, als sie zusammen mit Sun Xuliu eine Wildcard für das Hauptfeld im Damendoppel der Yinzhou Bank International Women’s Tennis Open erhielt, ihrem ersten Turnier der WTA Challenger Series. Die beiden verloren allerdings bereits ihre Auftaktbegegnung gegen das an Position drei gesetzte Doppel Irina-Camelia Begu und Janette Husárová klar mit 1:6 und 0:6.
2014 trat sie im Januar bei den Australian Open an. Im Juniorinneneinzel verlor sie in der ersten Runde mit 2:6 und 0:6 gegen die an Position vier gesetzte Jelisaweta Kulitschkowa, im Juniorinnendoppel gewann sie mit ihrer Partnerin Cao Siqi gegen Annabelle Andrinopoulos und Katerina Valos und erreichten somit das Achtelfinale, das sie mit 2:6, 6:4 und [7:10] gegen Anastassija Komardina und Nina Stojanović verloren. Im Mai trat sie bei den French Open an, wo sie im Juniorinneneinzel mit einem 6:4, 4:6 und 6:4 Sieg über Océane Dodin die zweite Runde erreichte, dann aber gegen Darja Kassatkina mit 4:6 und 2:6 verlor. Im Juniorinnendoppel erreichte sie mit Partnerin Bianca Turati das Viertelfinale. Im Juli erhielt sie bei den Zhong Hong Jiang Xi International Women’s Open, ihrem zweiten Turnier der WTA Challenger Series eine Wildcard für das Hauptfeld im Dameneinzel. Sie verlor in der ersten Runde gegen Luksika Kumkhum mit 3:6 und 3:6. Zusammen mit Partnerin Sun Xuliu erhielt sie auch eine Wildcard für das Hauptfeld im Damendoppel, wo die beiden aber auch bereits in der ersten Runde gegen Chan Chin-wei und Xu Yifan mit 3:6 und 1:6 verloren.
2015 trat sie bei allen vier Grand-Slam-Turnieren sowohl im Einzel als auch im Doppel an. Im Januar bei den Australian Open erreichte sie im Juniorinneneinzel die zweite Runde, im Juniorinnendoppel erreichte sie mit Partnerin Raquel Pedraza das Viertelfinale. Bei den French Open verlor sie im Juniorinneneinzel ihr Auftaktmatch gegen die an Position fünf gesetzte Dalma Gálfi mit 0:6 und 0:6. Im Juniorinnendoppel erreichte sie mit Partnerin Pranjala Yadlapalli das Viertelfinale. In Wimbledon verlor sie im Juniorinneneinzel und zusammen mit Partnerin Julieta Lara Estable im Juniorinnendoppel jeweils bereits in der ersten Runde. Beim WTA Challenger Jiangxi Women’s Open erhielt sie wieder eine Wildcard, verlor aber bereits in der ersten Runde gegen ihre Landsfrau Han Xinyun mit 0:6 und 2:6. Bei den US Open erreichte sie im Juniorinneneinzel die zweite Runde, im Juniorinnendoppel verlor sie an der Seite ihrer Partnerin Chihiro Muramatsu bereits das Auftaktmatch gegen Emily Arbuthnott und Emilie Francati mit 3:6 und 3:6.
2016 trat sie abermals bei allen vier Grand-Slam-Turnieren sowohl im Einzel als auch im Doppel an. Aber bei allen vier Turnieren scheiterte sie im Einzel bereits in der ersten Runde. Dagegen konnte sie bei den Australian Open zum Jahresbeginn mit Partnerin Wang Xiyu im Australian Open 2016/Juniorinnendoppel das Achtelfinale erreichen. Im April erreichte sie beim mit 50.000 US-Dollar dotierten ITF Women’s Circuit - Shenzhen mit einem 6:4 und 6:1 Erstrundensieg gegen Sun Xuliu das Achtelfinale, das sie gegen Mayo Hibi mit 1:6 und 2:6 verlor. Bei den French Open verlor sie auch im Juniorinnendoppel in der ersten Runde, ebenso wie im Juniorinnendoppel in Wimbledon. Im August erhielt sie eine Wildcard für das Hauptfeld im Dameneinzel der Jiangxi Open, ihrem ersten Turnier auf der WTA Tour. Sie verlor ihre Auftaktbegegnung gegen Jang Su-jeong mit 1:6 und 4:6. Bei den US Open erreichte sie mit Partnerin Wang Xiyu im Juniorinnendoppel das Viertelfinale.
2017 trat sie bei keinen Juniorien-Grand-Slams an, sondern konzentrierte sich fortan auf die ITF- und WTA-Turniere. Im Juli erhielt sie eine Wildcard sowohl für das Hauptfeld im Dameneinzel als auch im Damendoppel der Jiangxi Open, ihrem zweiten Turnier auf der WTA-Tour. Sowohl im Einzel, wo sie aber bereits in der ersten Runde gegen Xun Fangying verlor, als auch im Damendoppel an der Seite von Sun Xuliu konnte sie diese aber nicht nutzen. Bei den Dalian Women’s Tennis Open im September, einem WTA-Challenger, erhielt sie wieder eine Wildcard für das Hauptfeld im Dameneinzel, konnte diese aber auch nicht nutzen und verlor in der ersten Runde gegen Sabina Sharipova mit 1:6, 6:3 und 5:7. Im September erhielt sie eine Wildcard für die Qualifikation zum Hauptfeld der Guangzhou International Women’s Open, einem weiteren WTA-Turnier. Sie verlor ihre Auftaktbegegnung gegen Junri Namigata mit 5:7 und 1:6. Im Oktober unterlag sie in der Qualifikation zu den Tianjin Open in der ersten Runde Arina Rodionova mit 2:6 und 3:6.
2018 konnte sie Ende März und Anfang April in Anning ihre ersten beiden ITF-Turniere im Doppel gewinnen.
2023 wurde sie viermal für die Chinesische Billie-Jean-King-Cup-Mannschaft nominiert und bestritt vier Begegnungen, davon drei Einzel und ein Doppel, wovon sie ein Einzel und ein Doppel gewinnen konnte.

## Turniersiege

### Einzel
| Nr. | Datum              | Turnier  | Kategorie | Belag     | Finalgegnerinnen | Ergebnis  |
| --- | ------------------ | -------- | --------- | --------- | ---------------- | --------- |
| 1.  | 22. September 2019 | Anning   | ITF W15   | Sand      | Guo Meiqi        | 7:67, 6:3 |
| 2.  | 29. September 2019 | Anning   | ITF W15   | Sand      | Sun Xuliu        | 7:63, 6:3 |
| 3.  | 25. Juni 2023      | Tianjin  | ITF W15   | Hartplatz | Shi Han          | 6:3, 6:2  |
| 4.  | 10. September 2023 | Shenzhen | ITF W15   | Hartplatz | Li Jiayou        | 6:3, 6:3  |
| 5.  | 1. September 2024  | Jinan    | ITF W50   | Hartplatz | Yao Xinxin       | 6:2, 6:2  |

### Doppel
| Nr. | Datum              | Turnier    | Kategorie   | Belag        | Partnerin      | Finalgegnerinnen                     | Ergebnis          |
| --- | ------------------ | ---------- | ----------- | ------------ | -------------- | ------------------------------------ | ----------------- |
| 1.  | 31. März 2018      | Nanjing    | ITF $15.000 | Hartplatz    | Feng Shuo      | Sun Xuliu Zhao Qianqian              | 6:2, 6:4          |
| 2.  | 7. April 2018      | Nanjing    | ITF $15.000 | Hartplatz    | Chen Jiahui    | Sun Xuliu Zhao Qianqian              | 7:62, 6:1         |
| 3.  | 23. Februar 2019   | Nanchang   | ITF W15     | Sand (Halle) | Cao Siqi       | Eudice Chong Kim Da-bin              | 7:5, 7:64         |
| 4.  | 2. März 2019       | Nanchang   | ITF W15     | Sand (Halle) | Guo Hanyu      | Ma Yexin Mei Yamaguchi               | 6:0, 6:1          |
| 5.  | 31. August 2019    | Jinan      | ITF W60     | Hartplatz    | Yuan Yue       | Samantha Murray Eden Silva           | 1:6, 6:4, [10:7]  |
| 6.  | 28. September 2019 | Anning     | ITF W15     | Sand         | Sheng Yuqi     | Sun Xuliu Zhao Qianqian              | 7:64, 7:5         |
| 7.  | 17. Juni 2023      | Tianjin    | ITF W15     | Hartplatz    | Feng Shuo      | Han Jiangxue Huang Jiaqi             | 6:0, 6:2          |
| 8.  | 24. Juni 2023      | Tianjin    | ITF W15     | Hartplatz    | Feng Shuo      | Han Jiangxue Huang Yujia             | 6:2, 6:3          |
| 9.  | 19. August 2023    | Nanchang   | ITF W40     | Sand (Halle) | Feng Shuo      | Cho I-hsuan Cho Yi-tsen              | 5:7, 7:68, [10:4] |
| 10. | 9. September 2023  | Shenzhen   | ITF W15     | Hartplatz    | Xun Fangying   | Lin Fang-an Yuan Chengyiyi           | 7:5, 6:4          |
| 11. | 11. Mai 2024       | Lu’an      | ITF W75     | Hartplatz    | Tang Qianhui   | Luksika Kumkhum Peangtarn Plipuech   | 6:1, 6:2          |
| 12. | 20. Juli 2024      | Tianjin    | ITF W35     | Hartplatz    | Huang Yujia    | Mana Ayukawa Mana Kawamura           | 6:3, 6:3          |
| 13. | 7. September 2024  | Incheon    | ITF W100    | Hartplatz    | Tang Qianhui   | Feng Shuo Aoi Ito                    | 6:2, 6:3          |
| 14. | 11. Januar 2025    | Nonthaburi | ITF W75     | Hartplatz    | Jang Su-jeong  | Rutuja Bhosale Eudice Chong          | 4:6, 6:0, [10:6]  |
| 15. | 8. Februar 2025    | Brisbane   | ITF W75     | Hartplatz    | Miho Kuramochi | Tessah Andrianjafitrimo Malene Helgø | 7:66, 6:3         |
| 16. | 15. März 2025      | Shenzhen   | ITF W50     | Hartplatz    | Wong Hong-yi   | Li Zongyu Xun Fangying               | 3:6, 7:5, [10:2]  |

## Abschneiden bei Grand-Slam-Turnieren

### Juniorinneneinzel
| Turnier         | 2014 | 2015 | 2016 | Karriere |
| --------------- | ---- | ---- | ---- | -------- |
| Australian Open | 1    | 2    | 1    | 2        |
| French Open     | 2    | 1    | 1    | 2        |
| Wimbledon       | —    | 1    | 1    | 1        |
| US Open         | —    | 2    | 1    | 2        |

Zeichenerklärung: S = Turniersieg; F, HF, VF, AF = Einzug ins Finale / Halbfinale / Viertelfinale / Achtelfinale; 1, 2, 3 = Ausscheiden in der 1. / 2. / 3. Hauptrunde; nicht ausgetragen

### Juniorinnendoppel
| Turnier         | 2014 | 2015 | 2016 | Karriere |
| --------------- | ---- | ---- | ---- | -------- |
| Australian Open | AF   | VF   | AF   | VF       |
| French Open     | VF   | VF   | 1    | VF       |
| Wimbledon       | —    | 1    | 1    | 1        |
| US Open         | —    | 1    | VF   | VF       |